# Dewar Cup London
Dewar Cup London – nierozgrywany turniej tenisowy, nazywany także Dewar Cup Finals, organizowany corocznie w latach 1968–1976. Zaliczany do głównego cyklu rozgrywek żeńskich i męskich. W rozgrywkach męskich żadnemu tenisiście nie udało się wygrać turnieju dwukrotnie. Wśród kobiet Brytyjka Virginia Wade na dziewięć edycji ośmiokrotnie wystąpiła w finale, odnosząc siedem triumfów.

## Mecze finałowe

### Gra pojedyncza mężczyzn
| Rok  | Mistrz          | Finalista       | Wynik         |
| 1976 | Raúl Ramírez    | Manuel Santana  | 6:3, 6:4      |
| 1975 | Eddie Dibbs     | Jimmy Connors   | 1:6, 6:1 7:5  |
| 1974 | Jimmy Connors   | Brian Gottfried | 6:2, 7:6      |
| 1973 | Tom Okker       | Ilie Năstase    | 6:3, 6:4      |
| 1972 | Ilie Năstase    | Tom Gorman      | 0:6, 6:1, 6:3 |
| 1971 | Gerald Battrick | Bob Hewitt      | 6:3, 6:4      |
| 1970 | John Alexander  | Tom Gorman      | 5:7, 7:6, 7:6 |
| 1969 | Mark Cox        | Bob Hewitt      | 4:6, 9:7, 6:2 |
| 1968 | Stan Smith      | Mark Cox        | 6:4, 6:4      |

### Gra podwójna mężczyzn
| Rok  | Mistrzowie                 | Finaliści                       | Wynik         |
| 1976 | John Lloyd David Lloyd     | John Feaver John James          | 6:4, 3:6, 6:2 |
| 1975 | Wojciech Fibak Karl Meiler | Jimmy Connors Ilie Năstase      | 6:1, 7:5      |
| 1974 | Jimmy Connors Ilie Năstase | Brian Gottfried Raúl Ramírez    | 3:6, 7:6, 6:3 |
| 1973 | Owen Davidson Mark Cox     | Gerald Battrick Graham Stilwell | 6:4, 8:6      |
| 1972 | Wojciech Fibak Karl Meiler | Jimmy Connors Ilie Năstase      | 6:1, 7:5      |

### Gra pojedyncza kobiet
| Rok  | Mistrzyni      | Finalistka       | Wynik         |
| 1976 | Virginia Wade  | Chris Evert      | 6:2, 6:2      |
| 1975 | Virginia Wade  | Evonne Goolagong | 6:3, 6:2      |
| 1974 | Virginia Wade  | Julie Heldman    | 7:6, 6:2      |
| 1973 | Virginia Wade  | Julie Heldman    | 6:2, 3:6, 7:5 |
| 1972 | Margaret Court | Virginia Wade    | 6:1, 6:1      |
| 1971 | Virginia Wade  | Julie Heldman    | 6:3, 6:1      |
| 1970 | Françoise Durr | Ann Haydon-Jones | 7:6, 2:6, 6:2 |
| 1969 | Virginia Wade  | Julie Heldman    | 6:4, 6:1      |
| 1968 | Virginia Wade  | Margaret Court   | 6:3, 6:4      |

### Gra podwójna kobiet
| Rok  | Mistrzynie                     | Finalistki                         | Wynik         |
| 1976 | Betty Stöve Virginia Wade      | Rosie Casals Chris Evert           | 6:3, 2:6, 6:3 |
| 1975 | Françoise Durr Betty Stöve     | Evonne Goolagong Virginia Wade     | 6:4, 7:6      |
| 1974 | Virginia Wade Sharon Walsh     | Lesley Charles Sue Mappin          | 6:2, 6:7, 6:2 |
| 1973 | Lesley Charles Glynis Coles    | Virginia Ruzici Mariana Simionescu | 6:3, 7:5      |
| 1972 | Margaret Court Virginia Wade   | Brenda Kirk Sharon Walsh           | 6:1, 6:4      |
| 1971 | Evonne Goolagong Julie Heldman | Françoise Durr Virginia Wade       | 7:5, 6:4      |
| 1970 | Ann Haydon-Jones Virginia Wade | Winnie Shaw Joyce Barclay          | 1:6, 7:6, 7:6 |
| 1969 | Ann Haydon-Jones Virginia Wade | Annette Van Zyl Joyce Barclay      | 7:5, 3:6, 6:2 |
| 1968 | Margaret Court Pat Walkden     | Mary-Ann Eisel Winnie Shaw         | 4:6, 6:3, 6:4 |